# ウィリー・レイ (作家)

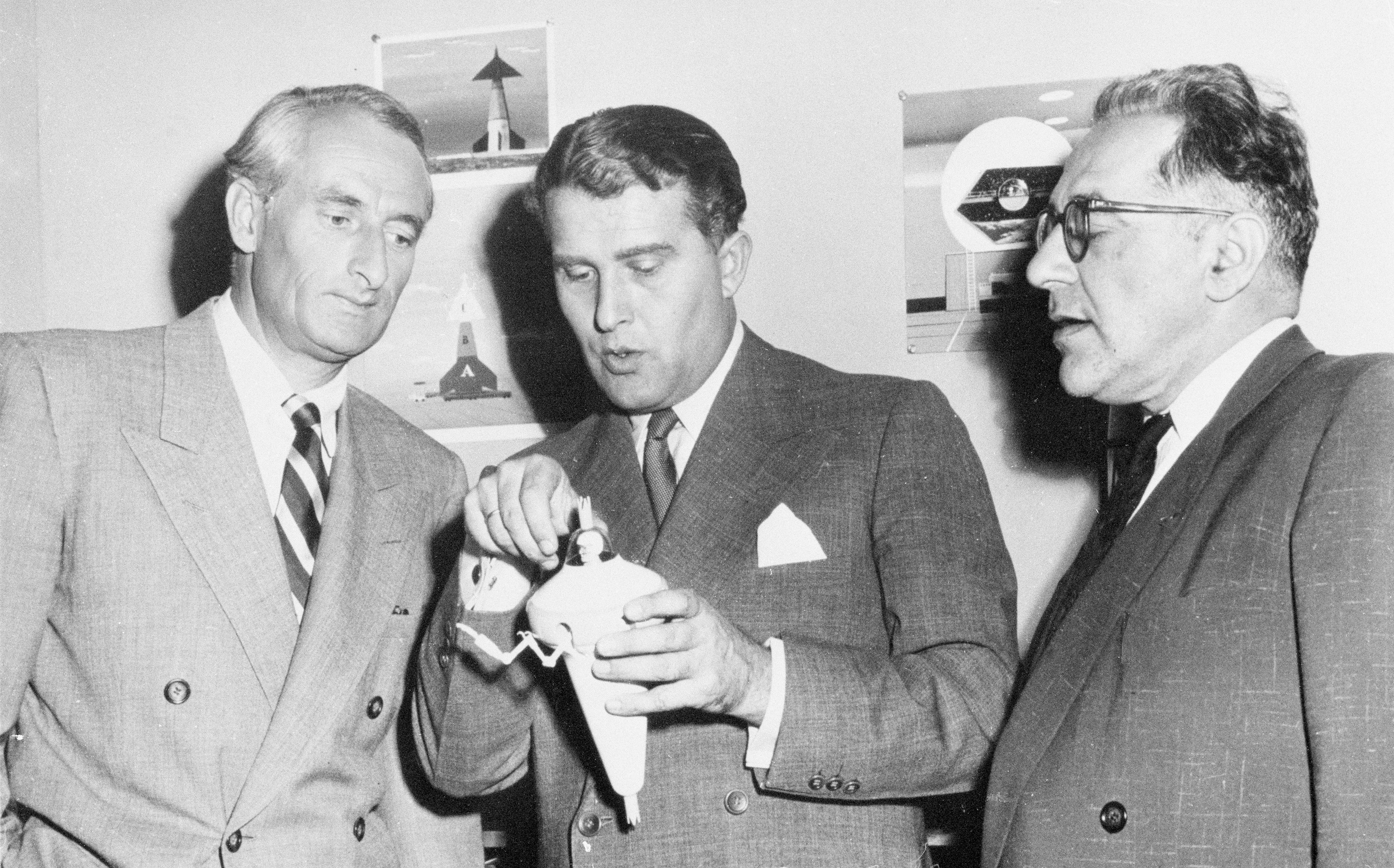
向かって左よりハインツ・ハーバー、ヴェルナー・フォン・ブラウン、ウィリー・レイ 1954年7月

ウィリー・レイ（Willy Ley, 1906年10月2日 - 1969年6月24日）は、ドイツ系アメリカ人の著作家（科学ライター）。ドイツとアメリカでロケット工学と宇宙飛行の大衆化に寄与した。ドイツ語風の発音に準じたヴィリー・ライという表記も見られる。

## 来歴
レイはベルリンで生まれ、古生物学者になるため勉強していたが、ヘルマン・オーベルトの著作『Die Rakete zu den Planetenraumen(惑星空間へのロケット)』を読んだ後、宇宙飛行に対する関心を持った。彼はすぐに、『Die Fahrt in den Weltraum(宇宙旅行)』という彼自身の本を1926年に出版した。
1927年、彼はドイツのアマチュアロケットグループ「宇宙旅行協会」のメンバーとなり、その定期刊行物「Die Rakete（ロケット）」に広範囲にわたる寄稿をした。彼はまた、オーベルトと共にフリッツ・ラング監督の映画『月世界の女 (Frau im Mond) 』の顧問も務めた。
1933年、VfRは軍隊が彼らの活動に寄せた関心についての、会員同士の論争の内に解散した。1935年、レイはナチ政権下のドイツを去り、アメリカ合衆国に移住した。そして1944年に帰化した。
彼は平易な文章で、宇宙飛行について広範囲にわたって書き続けた。彼の著書『Rockets - the Future of Travel Beyond the Stratosphere』（1944年）はVfRにおける初期のロケットと、より未来的な「エンパイア・ステート・ビルディングの1/3の高さの」3段式ロケットを用い、月まで到達する計画について記述している。 - 高さへの推定が非常に優れていたことは、20年後に設計されたサターンVロケットにより証明された。1950年代から60年代の彼の『宇宙の征服 (The Conquest of Space) 』(チェスリー・ボーンステル画 - 1949年)、『The Conquest of the Moon』(ヴェルナー・フォン・ブラウン、フレッド・ホイップルとの共著 - 1953年)、『Beyond the Solar System』(1964年) 等の作品は大衆科学の古典と考えられている。彼の本『Rockets, Missiles, and Space Travel』(1957年) は、アメリカ合衆国の政策立案者に宇宙飛行に関する非技術的な情報を提供した、米国下院の科学・技術開発選任委員会(United States House Committee on Science and Technology)の研究報告書『the Space Handbook: Astronautics and its Applications』に引用されている。
彼はまた、子供のためのSF小説とテレビのシリーズ『Tom Corbett, Space Cadet』、そして1959年公開のアニメ映画『The Space Explorers』の科学顧問を務めた。
レイはロケット工学とそれに関連したテーマの本で最も知られていたが、動物についても何冊か著書を残している。中でも有名なものは『Exotic Zoology』(1959年) である。これは彼の以前の著作の何冊かをまとめたもので、イエティやシーサーペント、残存する恐竜の報告などを論じた、未確認動物学へのいくつかの関心を示した一冊である。本の最初の章「Myth?（伝説?）」は、伝説の生物のいくつか（例えばムシュフシュ、ユニコーン、キュクロープス）が実在の動物（または動物やその死体の誤認）に基づくかも知れないという可能性を考察している。
レイは、人類が月面への最初の一歩を刻む、ちょうど一ヶ月前にクイーンズ区、ジャクソン・ハイツで亡くなった。月の裏側のレイ・クレーターは、彼の功績を讃え名付けられた。

## 作品の一部
- 1941年 - The Lungfish and the Unicorn; an Excursion into Romantic Zoology Modern Age Books
- <1944年 - The Days of Creation; a Biography of Our Planet 出版者不明
- <1944年 - Bombs and Bombing 出版者不明
- <1944年 - Shells and Shooting 出版者不明
- 1944年 - Rockets; The Future of Travel Beyond the Stratosphere Viking Press
- 1949年 - The Conquest of Space （チェスリー・ボーンステル（英語版）: 画） Viking Press[2]（1951年度国際幻想文学賞ノンフィクション部門受賞）
- 1953年 - The Complete Book of Outer Space （ヴェルナー・フォン・ブラウン他と共著） Maco Magazine Corporation
- 1955年 - Salamanders and other Wonders Viking Press
- 1956年 - Chesley Bonestell （ヴェルナー・フォン・ブラウンと共著） Viking Press
- 1957年 - Rockets, Missiles, and Space Travel Viking Press
- 1959年 - Willy Ley's Exotic Zoology Random House ISBN 978-0517625453
- 1964年 - Beyond the Solar System Viking Press
- 1964年 - Missiles, Moonprobes, and Megaparsecs New American Library
- 1965年 - Ranger to the Moon Signet ISBN 978-1251026681
- 1966年 - Watchers of the Sky: an Informal History of Astronomy From Babylon to the Space Age Viking Press
- 1967年 - Willy Ley's For Your Information: On Earth and in the Sky DoubleDay
- 1968年 - The Poles LIFE Nature Library[3]
- 1969年 - Another Look at Atlantis and Fifteen Other Essays Bell Publishing ISBN 978-0517145432

### 日本語訳
- 『宇宙の征服』 The Conquest of Space 崎川範行; 由良統吉訳 白揚社、1951年。
- 『火星探険』 The Exploration of Mars ブラウンと共著 小尾信彌訳 白揚社、1958年。
- 『両極』 The Poles ライフ編集部編 加納一郎訳 時事通信社〈ライフネーチュアライブラリー〉、1963年5月。タイム ライフ インターナショナル、1970年3月。改訂版、同、1972年。
- 『技術者の夢』 Engineers' Dreams 猪瀬寧雄訳 森北出版、1967年12月。
- 『宇宙開発物語』関野英夫訳 時事通信社〈時事新書〉、1971年。
- 『動物奇譚』 The Lungfish and the Unicorn 池辺明子訳 図書出版社、1979年12月。